# Зовнішня політика Сан-Марино
Сан-Марино є незалежним та суверенним членом міжнародної спільноти. Сан-Марино має доволі широку дипломатичну мережу, зважаючи на мініатюрні розміри держави, також проводить активну зовнішню політику.

## Міжнародні організації
Сан-Марино є повноправним членом багатьох міжнародних організацій, серед яких:
- Організація Об'єднаних Націй (ООН)
- Міжнародний суд
- ЮНЕСКО
- Міжнародний валютний фонд (МВФ)
- Всесвітня організація охорони здоров'я (ВООЗ)
- Всесвітня туристична організація (ЮНВТО)
- Рада Європи (РЄ)
- Міжнародний комітет Червоного Хреста
- Міжнародний кримінальний суд
- УНІДРУА

Сан-Марино також співпрацює з Дитячим фондом ООН та з Управлінням Верховного комісара ООН у справах біженців та підтримує офіційні відносини з Європейським Союзом.
З 10 травня до 6 листопада 1990 року Сан-Марино головувало у Комітеті міністрів Ради Європи. Друге головування Сан-Марино у Комітеті міністрів Ради Європи тривало з листопада 2006 року до травня 2007 року.

## Дипломатичні відносини
Станом на 12 червня 2008 року Сан-Марино підтримує офіційні відносини зі 108 державами. Австрія, Болгарія, Ватикан, Італія, Мальтійський Орден, Мексика, Монако, Румунія, Франція, Хорватія та Японія мають посольства чи консульства у Сан-Марино. Інші країни мають посольства та консульства, які, в основному, знаходяться в Римі, а їх посли чи консули акредитовані у Сан-Марино.

## Візити та заяви Генерального секретаря ООН

Генеральний секретар ООН Пан Гі Мун інспектує Військову гвардію честі Сан-Марино (2013)

31 березня — 1 квітня 2013 року Генеральний секретар ООН Пан Гі Мун був офіційним оратором з нагоди обрання капітан-регентів. Генсек сказав двом капітан-регентам: «Хоча ця країна маленька, ваша важливість в ООН величиною з Монте-Титано», посилаючись на 739-метровий об'єкт Світової спадщини ЮНЕСКО, що знаходиться в Сан-Марино. Пан Гі Мун також зазначив, що протягом Другої світової війни країна прийняла у 5 разів більше біженців, ніж її власне населення, і похвалив країну за увагу, яку вона приділяє захисту прав людини. Це був другий візит Генерального секретаря ООН в Сан-Марино; у 1996 році генсек ООН Бутрос Бутрос Галі здійснив перший візит.